# Ethojulus amphelictus
Ethojulus amphelictus är en mångfotingart som beskrevs av Chamberlin 1918. Ethojulus amphelictus ingår i släktet Ethojulus och familjen Parajulidae. Inga underarter finns listade i Catalogue of Life.